# Legge Bossi-Fini
La  legge 30 luglio 2002, n. 189, meglio nota come legge Bossi-Fini, è una normativa della Repubblica Italiana che disciplina l'immigrazione, detta così dai primi firmatari Gianfranco Fini e Umberto Bossi che nel governo Berlusconi II ricoprivano rispettivamente le cariche di vicepresidente del Consiglio dei ministri e di ministro per le Riforme istituzionali e la Devoluzione.

## Storia
Venne varata dal Parlamento italiano nel corso della XIV Legislatura, di modifica del Testo unico delle disposizioni concernenti la disciplina dell'immigrazione e norme sulla condizione dello straniero del 1998 al fine di regolamentare le politiche sull'immigrazione e sostituire la norma precedente, la legge Turco-Napolitano, confluita poi nella legge del 2002.
La legge fu approvata dal Senato della Repubblica il 28 febbraio 2002 con 153 favorevoli, 96 contrari e 2 astenuti, passando quindi alla Camera dei deputati che l'approvò con modifiche il 4 giugno con 279 favorevoli, 203 contrari e un astenuto. Fu approvata definitivamente dal Senato l'11 luglio con 146 favorevoli, 104 contrari e 104 astenuti.
La legge fu quindi promulgata il 30 luglio e pubblicata sulla Gazzetta Ufficiale il 26 agosto, entrando in vigore il 10 settembre.

## Caratteristiche
La legge in materia di immigrazione, entrata in vigore il 10 settembre, oltre ad avviare le procedure restrittive segna anche l'inizio delle procedure per la regolarizzazione di colf, badanti e lavoratori non in regola. In base alla legge è possibile reperire la documentazione ufficiale: ogni extracomunitario che voglia regolarizzarsi deve far riferimento esclusivamente ai modelli ufficiali che vengono consegnati a Poste Italiane, per ragioni tecniche non risultano infatti validi quelli ripresi da giornali o stampati attraverso internet.

### Contenuto
In sintesi, le principali novità della legge furono le seguenti:
- Espulsioni con accompagnamento alla frontiera;
- Permesso di soggiorno legato ad un lavoro effettivo;
- Inasprimento delle pene per i trafficanti di esseri umani;
- Sanatoria per colf, assistenti ad anziani, malati e diversamente abili, lavoratori con contratto di lavoro di almeno 1 anno;
- Uso delle navi della marina militare italiana per contrastare il traffico di clandestini.

### Modifiche al diritto di asilo
Così come Amnesty International ha evidenziato nel rapporto annuale 2006, nonostante l'Italia aderisca alla Convenzione delle Nazioni Unite sui rifugiati, la legge Bossi-Fini, che ha emendato la precedente normativa sull'immigrazione, non è considerabile una legge specifica e completa sul diritto di asilo, in quanto si limita a modificare taluni aspetti della Legge Martelli, ancora oggi il testo base nel merito.
L'istituzione dei centri di identificazione per la detenzione dei richiedenti asilo e di una procedura veloce per la determinazione del diritto di asilo per i richiedenti detenuti, «genera preoccupazione» per:
- l'accesso alle procedure di asilo, per la detenzione dei richiedenti asilo in violazione degli standard previsti dalla normativa internazionale e per la violazione del principio del non-refoulement (non respingimento) che vieta di rimpatriare o espellere forzatamente i richiedenti asilo verso Paesi in cui potrebbero essere a rischio di gravi abusi dei diritti umani;
- la possibilità che molte delle migliaia di migranti e richiedenti asilo giunti in Italia via mare, principalmente dalla Libia, siano stati respinti verso Paesi in cui erano a rischio di violazioni dei diritti umani (tra gennaio e ottobre 2005 almeno 1425 persone sono state trasferite in Libia).

## Ammissibilità costituzionale
I tribunali di Genova, Torino, Bologna, Ancona (sezione distaccata di Jesi), Gorizia, Trieste, Milano, Terni e Verona avevano sollevato una questione sulla legittimità costituzionale della norma chiedendo un giudizio di legittimità costituzionale in merito alla pena della reclusione da 1 a 4 anni prevista per gli stranieri che non rispettano i decreti di espulsione e rimangono illegalmente sul territorio italiano.
La Corte Costituzionale, con la sentenza n. 22/2007, ha sancito che il rapporto reato-pena previsto nella legge Bossi-Fini non viola il canone della ragionevolezza e ha dichiarato inammissibili le questioni di legittimità sollevate. 